# Balan (Ardeny)
Balan – miejscowość i gmina we Francji, w regionie Grand Est, w departamencie Ardeny.
Według danych na rok 1990 gminę zamieszkiwało 1568 osób, a gęstość zaludnienia wynosiła 337 osób/km².